# Choroidní plexus

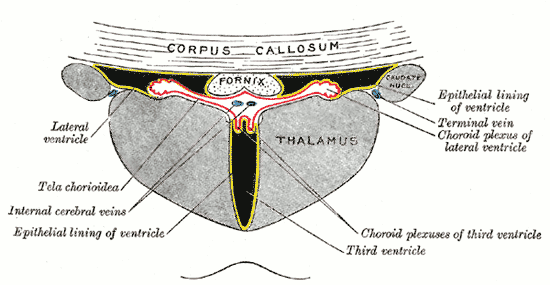
Podélný řez mozkem, choroidní plexus je červeně vyznačená část mezi kalózním tělesem koncového mozku (nahoře) a thalamem (šedou barvou níže)

Choroidní plexus (plexus chorioideus) je hustě prokrvená část mozku, jejíž hlavní funkcí je výroba mozkomíšního moku. Choroidní plexus je tvořen záhyby omozečnice (pia mater), v nichž je vyvinuta síť fenestrovaných krevních vlásečnic, a tenkou epiteliální vrstvou ependymálních buněk. U člověka se nachází na stropě III. a IV. mozkové komory a dále také v části stěn (I. a II.) laterálních komor.
Vlásečnice procházející choroidním plexem jsou plné drobných otvorů, díky nimž mohou rozpustné látky procházet volně ven. Na bazolaterální straně epiteliální buňky aktivně přijímají např. vitamíny a nukleosidy a na základě iontové výměny (antiportu) přijímají Na+ a Cl−. Svou apikální stranou (kde se nachází mikroklky) jsou epiteliální buňky směřovány do dutin mozkových komor a vylučují do nich ionty a další důležité složky mozkomíšního moku. Voda následuje ionty na základě osmotického gradientu.